# Медная обезьяна (английское разговорное выражение)

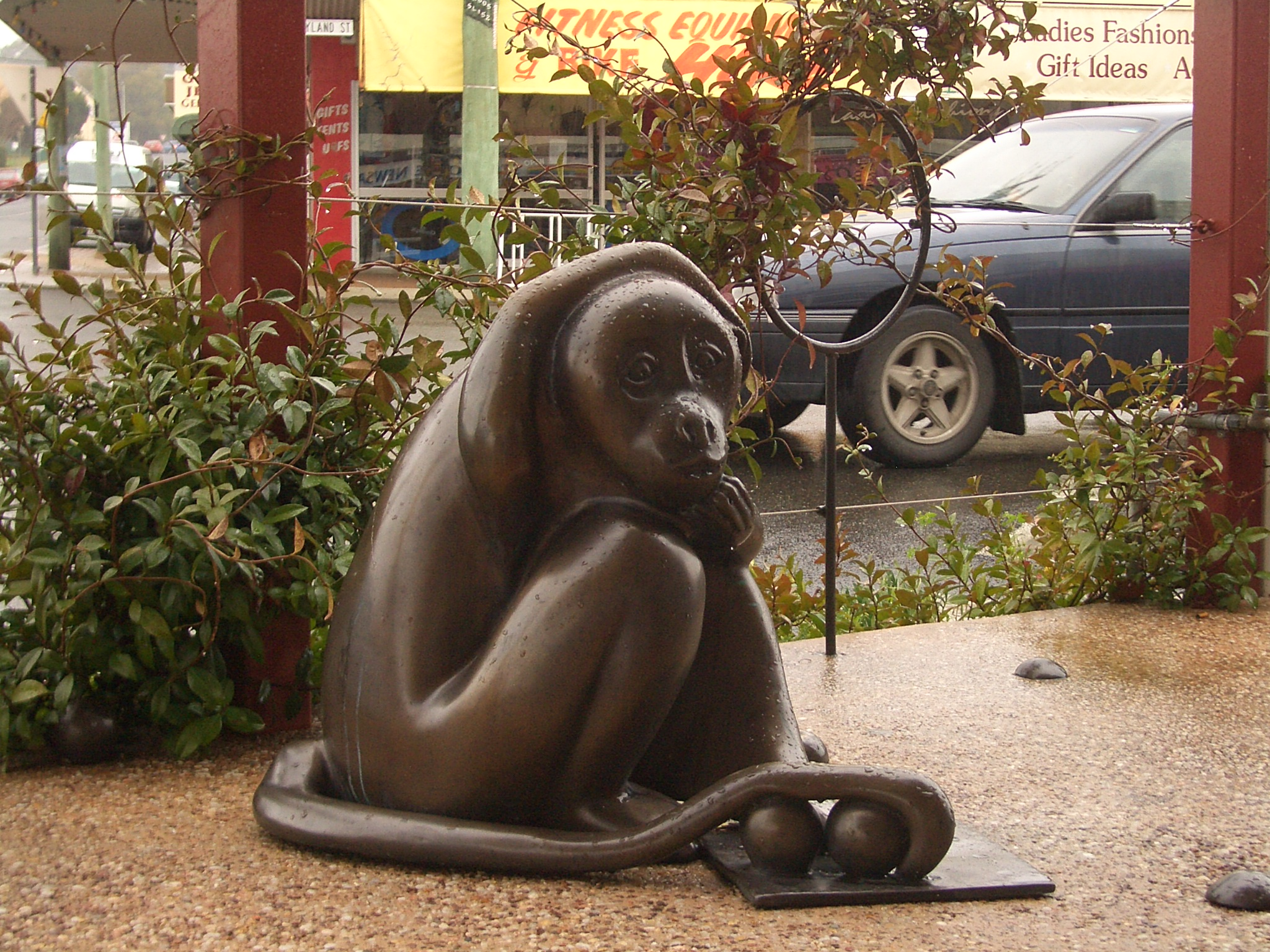
Медная обезьяна из Стэнторпа, Квинсленд, места, известного своей «погодой медной обезьяны», в комплекте с набором шаров.

Медная обезьяна — фразеологический оборот, используемый в английском языке основном в выражении «Достаточно холодно, чтобы отморозить яйца медной обезьяны» («Cold enough to freeze the balls off a brass monkey») для описания чрезвычайно холодной погоды.

## История
В XIX и XX веках маленькие обезьянки, отлитые из латуни, были очень распространенными туристическими сувенирами из Китая и Японии. Обычно, но не всегда, они представляли собой вариации на тему Трех Мудрых Обезьян, вырезанных из дерева над святилищем Тосё-гу в Никко, Тотиги, Япония. Иногда обезьян отливали всех вместе, иногда каждую поодиночке. С давних пор эти сувениры являются предметом коллекционирования. Майкл Куинион, консультант Оксфордского словаря английского языка и автор сайта World Wide Words, пишет: «Скорее всего, термин произошел от них».

## Использование
В ранних упоминаниях о «медных обезьянах» в 19 веке вообще не используются шары. Вместо этого говорили, что достаточно холодно, чтобы отморозить хвост (нос, уши, усы...) медной обезьяны; или достаточно жарко, чтобы «ошпарить горло» или «опалить волосы» медной обезьяны.
- Раннее известное зарегистрированное использование фразы «медная обезьяна» относится к юмористическому эссе Элдриджа Джерри Пейджа «Наслаждение жизнью» (писавшего под псевдонимом Доу-младший), опубликованном нью-йоркской газете Sunday Mercury и переизданном в книге «Short Patent Sermons» Доу-младшего : «Когда ты любишь, [...] твое сердце, руки, ноги и плоть так же холодны и бессмысленны, как пальцы медной обезьяны зимой».[5]
- Другое ранее употребление этой фразы относится к автобиографическому рассказу Германа Мелвилла «Омоо» (1847 год):[6]

«В этой тихой, задумчивой долине, закрытой от Трейдов и открытой только с подветренной стороны острова, было так жарко, что о работе на солнце не могло быть и речи. Если использовать гиперболическую фразу Коротышки:  «Было достаточно жарко, чтобы расплавить нос медной обезьяны».
- Раннее зарегистрированное упоминание о замораживании «медной обезьяны» датируется 1857 годом и появляется в C.A. Abbey, Before the Mast, p. 108: «Это отморозило бы хвост медной обезьяне» (It would freeze the tail off a brass monkey).[7]
- В рассказе «Генри Гарднер» (10 апреля 1858 г.) «дует достаточно сильно, чтобы снести нос медной обезьяне» (its blowing hard enough to blow the nose off a brass monkey).[8]
- В стихотворении «Строки о тяжёлой работе старателя и его недавних делах на Северо-Западе» (Lines on a heavy prospector and his recent doings in the North-West, 20 июня 1865 г.) есть: «Он бы отморозил нос медной обезьяне» (It would freeze off a brass monkey's nose)[9].
- В статье «Эхо Англии» (Echoes from England, 23 мая 1868 г.) написано «тот самый восточный ветер... сбрил бы бакенбарды медной обезьяне» (that same east wind ... would shave the whiskers off a brass monkey) [10]
- В «Истории Уэйтстилла Бакстера» (Story of Waitstill Baxter) Кейт Дуглас Виггин (1913) говорится: «Маленький парень теперь умен, как кнут, и может отговорить хвост от медной обезьяны» (The little feller, now, is smart's a whip, an' could talk the tail off a brass monkey).[3]
- В книге «След слоновой кости» Талбота Манди (1919) встречается фраза: «У него желчь медной обезьяны» (He has the gall of a brass monkey).[3]
- «Медная обезьяна» — британский комедийный триллер 1948 года с Кэрроллом Льюисом, Кэрол Лэндис и Гербертом Ломом в главных ролях.

### Cunard
«Медная обезьяна» — разговорное название флага британской компании Cunard Line, принятого в 1878 году: золотой лев на красном поле держит земной шар. Название почти наверняка содержит собой непочтительный юмор.

### Напиток
«Медная обезьяна» — один из множества алкогольных коктейлей со вкусом цитрусовых. В 1986 году хип-хоп группа The Beastie Boys выпустила сингл под названием «Brass Monkey» из своего альбома Licensed to Ill, в тексте песни говорится об одноименном коктейле.

### Изобретения
Патент США 4634021 (1987 г.) описывает:

A release mechanism is disclosed for releasing an object such as a ball from a body under the force of gravity. A bimetallic element obstructs or opens an opening in the body for retaining or releasing the object depending upon the temperature of the bimetallic element. The release mechanism may be incorporated into a novelty "brass monkey" for "emasculating" the monkey when the temperature decreases to a predetermined temperature at which the balls in the "brass monkey" are permitted to drop to a base which is designed to produce an audible sound when struck by the balls.

## Альтернативная этимология
Часто утверждается, что эта фраза возникла из-за использования латунного поддона, называемого «обезьяной», для хранения пушечных ядер на военных кораблях в 16-18 веках. Предположительно, при очень низких температурах «обезьяна» сжималась, в результате чего шары падали. Однако почти все историки и этимологи считают эту историю мифом. Эта история была дискредитирована Министерством военно-морского флота США, этимологом Майклом Куинионом и Оксфордским словарем английского языка (OED).
Они называют пять основных причин:
1. В OED не зафиксировано использование термина «обезьяна» или «медная обезьяна» таким образом.
2. Предполагаемый метод хранения ядер попросту неверен. Ядра не хранилась постоянно на палубе на случай, если корабль пойдет в бой. Палубы старались поддерживать максимально чистыми.
3. Подобный метод хранения может привести к тому, что ядра во время шторма начнут кататься по палубе, создавая опасность повреждения корпуса. В действительности ядра хранились на орудийной или верхней палубе в специальных стойках — продольных деревянных досках с просверленными в них отверстиями, куда вставлялись ядра. Эти стойки известны в Королевском флоте как гирлянды выстрелов.
4. Ядра не оставляли на открытом воздухе, где они могли заржаветь. Артиллеристы старались как можно лучше очистить поверхности ядер от дефектов. Ржавчина могла привести к тому, что изменится скорость или направление вылета ядра или ядро застрянет в стволе и разорвёт его.
5. Физика процесса не выдерживает критики. Сжатие как ядер, так и пластины в реально наблюдаемом диапазоне температур будет чрезвычайно малым. Маловероятно, чтобы заявленный эффект он когда-либо наблюдался в реальной жизни на борту военного корабля.